# Cantón de Pau-4
El cantón de Pau-4 (cantón n.º 21, Pau-4 en francés) es una división administrativa francesa del departamento de los Pirineos Atlánticos creado por Decreto n.º 2014-148, artículo 22.º, del 25 de febrero de 2014 y que entró en vigor el 22 de marzo de 2015, con las primeras elecciones departamentales posteriores a la publicación de dicho decreto.

## Historia
Con la aplicación de dicho Decreto, los cantones de Pirineos Atlánticos pasaron de 52 a 27.
La capital (Bureau centralisateur) está en Pau.

## Composición
El cantón de Pau-4 está formada por la comuna de Gelos (una de las seis comunas del desaparecido cantón de Pau-Oeste) y la parte de la comuna de Pau que no está incluida en los cantones de Pau-1, Pau-2 y Pau-3
| Comunas | Código INSEE | Superficie (km²) | Población (2012) | Densidad (hab/km²) | Distrito | Cantón anterior |
| ------- | ------------ | ---------------- | ---------------- | ------------------ | -------- | --------------- |
| Gelos   | 64237        | 11,03            | 3681             | 333                | Pau      | Pau-Oeste       |

En 2012, la población total del nuevo cantón era de 21734 habitantes.